# 1347 w literaturze
Wydarzenia literackie w 1347 roku.

## Urodzili się
- Katarzyna ze Sieny, święta Kościoła katolickiego